# Cerovec Stanka Vraza
Cerovec Stanka Vraza je naselje v Občini Ormož.
V Cerovcu se je leta 1810 rodil Stanko Vraz, po katerem se naselje zdaj imenuje, da se loči od ostalih krajev z imenom Cerovec.